# Гора Кішка (пам'ятка природи)
 Дана стаття про природоохоронний об'єкті. Не слід плутати з Кішка (гора) — статтею про гору.
«Гора Кішка» (крим. «Qoş qaya, Къош къаяя») — комплексна пам'ятка природи загальнодержавного значення, розташована на Південному березі Криму на території Ялтинської міськради (Крим). Площа — 50 га. Землекористувач — Симеїзька селищна рада.

## Історія
Пам'ятка природи була створена 21 березня 1984 року Постановою Ради Міністрів УРСР від 21.03.84 р № 139.

## Опис
Розташована між селищами міського типу Сімеїз і Голуба Затока у Південнобережного шосе. Від Чорного моря гору Кішка відокремлюють дві скелі: Панея і Діва (ближче до моря).
Найближчий населений пункт — Сімеїз, місто — Алупка.

## Природа
Гора Кішка — скеля заввишки 254,4 м складена вапняками. Майже половину гори займають кам'яні розсипи, біля південного підніжжя хребта, позбавлені рослинності. По краю розсипів проходить кам'яна гряда висотою 3-7 м, розчленована ущелиною. Ущелина заросла деревами та чагарниками (вічнозелені чист кримський  Cistus tauricus  і іглиця понтійська  Ruscus ponticus ). Від кам'яної гряди до західного хребта йде ступінчастий схил, укритий молодим рідколіссям, представлений деревоподібним ялівцем високим (Juniperus excelsa), фісташкою туполистою (дикою) ( Pistacia atlantica  subsp.  mutica ), грабом, ясенем, дубом пухнастим ( Quércus pubéscens ), сосною кримською (Палласа) (Pinus nigra subsp. pallasiana).